# Tavaresiella hebri
Tavaresiella hebri är en svampart som beskrevs av T. Majewski 1980. Tavaresiella hebri ingår i släktet Tavaresiella och familjen Laboulbeniaceae.   Inga underarter finns listade i Catalogue of Life.